# VALKYRIE 04
VALKYRIE 04（ヴァルキリー・フォー）は、日本の女子総合格闘技イベント「VALKYRIE」の大会の一つ。2010年2月11日、東京都江東区有明のディファ有明で開催された。

## 大会概要
メインイベントではVALKYRIE 01の再戦となる女王辻結花 vs. 挑戦者V一のフェザー級チャンピオンシップが行われ、V一が開始1分14秒チョークスリーパーで一本勝ちし、第2代フェザー級女王となった。辻は日本人に対しての初黒星となった。
フライ級初代チャンピオン決定トーナメント準決勝が2試合行われ、大室奈緒子と玉田育子が勝利し、次大会VALKYRIE 05で王座を懸けて対戦することが決定した。
sakuraと対戦予定であったSACHIは左脚の腓骨・脛骨骨折により欠場となり、代わって北村ヒロコが出場。試合は北村がTKO勝ちを収めた。北村は1月31日のROUGH STONE 2nd RINGで試合を行ったばかりであった。

## 試合結果
第1試合 女子バンタム級 ヴァルキリールール 3分3R
○  森岡恵 vs.  溝口麻美子 ×
1R 1:27 TKO（レフェリーストップ：マウントパンチ）
第2試合 -53kg契約 ヴァルキリールール 3分3R
○  北村ヒロコ vs.  sakura ×
2R 2:57 TKO（レフェリーストップ：バックマウントパンチ）
第3試合 女子ウェルター級 ヴァルキリールール 3分3R
○  中井りん vs.  佐藤瑞穂 ×
3R 1:50 アームロック
第4試合 女子フェザー級 ヴァルキリールール 3分3R
○  WINDY智美 vs.  吉田正子 ×
3R終了 判定3-0
第5試合 フライ級初代チャンピオン決定トーナメント 準決勝 ヴァルキリールール 3分3R
○  玉田育子 vs.  ハッピー福子 ×
3R終了 判定3-0
※玉田が決勝進出。
第6試合 フライ級初代チャンピオン決定トーナメント 準決勝 ヴァルキリールール 3分3R
○  大室奈緒子 vs.  高木佑子 ×
3R終了 判定3-0
※大室が決勝進出。
第7試合 メインイベント フェザー級チャンピオンシップ ヴァルキリールール 5分3R
○  V一 vs.  辻結花 ×
1R 1:14 チョークスリーパー
※V一が第2代フェザー級女王となった。